# Нини, Ахиноам
Ахино́ам Ни́ни (ивр. אחינועם ניני‎) (известна также под сценическим псевдонимом Ноа (ивр. נועה‎, род. 23 июня 1969 года) — израильская певица. Ноа является автором большинства своих песен; играет на ударных, гитаре и пианино. Большинство её песен можно отнести к жанру фолк, хотя она исполняет композиции самых разных жанров на более чем 10 языках: иврите, английском, французском, испанском, итальянском, идише, арабском и т. д. На её творчество оказало безусловное влияние творчество американских авторов-исполнителей 60-х годов, таких как Барбара Стрейзанд, Джони Митчелл, Пол Саймон и другие.

## Первые шаги
Ноа родилась 23 июня 1969 года неподалёку от Тель-Авива в семье выходцев из Йемена. Её отец — инженер-химик и мать — детский психолог, вскоре после рождения дочери переехали в США, в нью-йоркский Бронкс.
В 8 лет Ноа начинает сочинять свои первые песни. В 17 лет она бросает учёбу в Нью-Йоркской академии художеств и уезжает в Израиль. Она поступает в школу Мэй Бойер. Спустя некоторое время она знакомится со своим будущим мужем — Ашером Бараком.
В Израиле Ноа призывают в ряды вооруженных сил. Два года службы закончились званием сержанта-вокалиста.

## Начало карьеры
Встреча с Гилем Дором стала поворотной в творчестве Ноа. Дор — виртуозный гитарист и композитор, соучредитель Школы джазовой и современной музыки «Rimon», где Ноа училась с 1990 года. Дор замечает талантливую ученицу. Они начинают работать вместе и издают два альбома на иврите. Один — с поп, рок и джазовыми стандартами (Achinoam Nini Gil Dor Live 1991) и другой с поэмами израильских женщин — поэтов (Achinoam Nini Gil Dor 1993), который приобрел платиновый статус в Израиле.

## Международный дебют
Гил Дор показал несколько их песен гитаристу Пату Метани — представителю Geffen Records. В 1993 году Метани совместно со своим другом Стивом Родби обеспечивают продюсирование альбома Noa, имевшего некоторый международный успех: Япония, Италия, Испания, Франция и, наконец, США признали мастерство Ноа.
Ноа и Дор параллельно работают в двух направлениях — интернациональном (Noa, Calling, Blue touches Blue, Now, Genes&Jeanes) и другом, для израильского рынка: Achinoam Nini (1997), Achinoam Nini & The Israel Philarmonic Orchestra (1998), First Collection (2001). Певица в своем творчестве не может обойти стороной арабо-израильский конфликт. Она посвящает несколько песен трагически погибшему премьер-министру Израиля Ицхаку Рабину.

## Эсмеральда
Ноа — частый гость в Европе, особенно во Франции. Она становится первой исполнительницей роли цыганки Эсмеральды в мюзикле Нотр-Дам де Пари (1998), основанном на произведении Виктора Гюго «Собор Парижской Богоматери».

## Дуэты и саундтреки
Ноа поёт дуэтом с такими артистами как Sting, Стиви Уандер, Лара Фабиан, Донован, Патрик Брюэль, Дзуккеро, Maurane, Miguel Bose, Peter Maffay, Khaled. Вместе с последним певцом Ноа записывает версию «Imagine» Леннона на иврите и арабском языке. Наиболее известным дуэтом того времени становится совместная работа с Florent Pagny — песня «I don’t know». Некоторое время сотрудничает с сардинским певцом Андреа Пароди (дуэтом исполнены три композиции).
Ноа исполнила песню «Beautiful That Way», ставшую саундтреком к фильму Роберто Бениньи «Жизнь прекрасна» (1997), саундтрек к фильму «Вавилон» («Babel», 1999) Жерара Пулличино, а также песню «My Heart Calling», ставшую саундтреком к фильму Люка Бессона «Жанна Д’Арк / The Messenger: The Story of Joan of Arc» (1999).

## Евровидение 2009
Ноа вместе с певицей Мирой Авад представили Израиль на конкурсе песни Евровидение 2009 с песней «There Must Be Another Way», заняв 16-е место.

## Семья и благотворительная деятельность
Ноа замужем за доктором педиатром Ашером Бараком. У них трое детей: сын Аели, дочь Эноа и третий новорожденный ребёнок Ям. Есть собака — Тина.
В 2004 году Ноа была назначена представителем международной организации ФАО.

## Дискография
- Achinoam Nini and Gil Dor Live (июль 1991)
- Achinoam Nini and Gil Dor (сентябрь 1993)
- Noa (март 1994)
- Calling (май 1996)
- Achinoam Nini (апрель 1997)
- Achinoam Nini & the Israel Philharmonic Orchestra (апрель 1998)
- Blue Touches Blue (март 2000)
- First Collection (март 2001)
- Now (сентябрь 2002)
- Noa Gold (октябрь 2003)
- Noa Live — DVD/Double CD with the Solis Quartet (октябрь 2005)
- Genes & Jeans (апрель 2008)
- There must be another way (feat. Mira Awad) (февраль 2009)
- The Israeli Songbook (2011)
- Love Medicine (2015)
- Letters to Bach (2019)
- Afterallogy (2021)